# 3.ª Divisão SS Totenkopf
A 3ª Divisão SS Totenkopf foi uma das trinta e oito divisões militares providas pela Waffen-SS durante a Segunda Guerra Mundial. Os seus registos são infames devido a numerosos crimes de guerra e ao facto de que os seus membros eram alistados para serem guardas de campos de concentração.
A divisão Totenkopf foi numerada com divisas "Germânicas" da Waffen-SS. Estas incluíam as divisões Leibstandarte SS Adolf Hitler, Das Reich, e Wiking.

## Linhagem
- SS-Totenkopf (1939 - 1942)
- SS-Panzergrenadier- Totenkopf (1942 - 1943)
- 3. SS-Panzer Totenkopf (1943 - 1945)

## Comandantes
| Comandante                                     | Data                                                                  |
| ---------------------------------------------- | --------------------------------------------------------------------- |
| SS-Obergruppenführer Theodor Eicke             | (1 de Novembro de 1939 - 7 de Julho de 1941) (1)                      |
| SS-Obergruppenführer Matthias Kleinheisterkamp | (7 de Julho de 1941 - 18 de Julho de 1941)                            |
| SS-Obergruppenführer Georg Keppler             | (18 de Julho de 1941 - 19 de Setembro de 1941)                        |
| SS-Obergruppenführer Theodor Eicke             | (19 de Setembro de 1941 - 26 de Fevereiro de 1943) (2)                |
| SS-Gruppenführer Max Simon                     | (26 de Fevereiro de 1943 - 27 de Abril de 1943)                       |
| SS-Gruppenführer Heinz Lammerding              | (27 de Abril de 1943 - 1 de Maio de 1943) (substituto de Max Simon)   |
| SS-Obergruppenführer Hermann Priess            | (1 de Maio de 1943 - 10 de Outubro de 1943) (substituto de Max Simon) |
| SS-Obergruppenführer Hermann Priess            | (10 de Outubro de 1943 - 20 de Junho de 1944)                         |
| SS-Oberführer Karl Ullrich                     | (20 de Junho de 1944 - 13 de Julho de 1944)                           |
| SS-Brigadeführer Hellmuth Becker               | (13 de Julho de 1944 - 8 de Maio de 1945)                             |

## Formação eFall Gelb

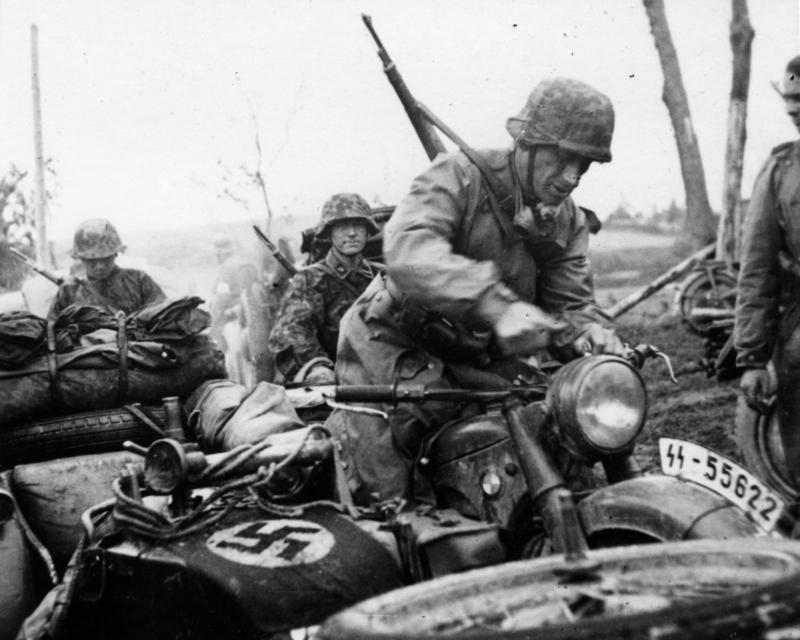
Militares da 3ª Divisão SS Totenkopf na Rússia.

A divisão SS Totenkopf ("Caveira",ou  "Crânio") foi formada em Outubro de 1939. A Totenkopf foi inicialmente formada de guardas de campos de concentração e homens recrutados. A divisão foi gerenciada por homens do SS-Verfügungstruppe (SS-VT), muitos dos quais em ação na Polônia. O comandante dessa divisão foi o SS-Obergruppenführer Theodor Eicke.
A SS inicialmente foi mantida em reserva durante o assalto da França e Países Baixos, em maio de 1940. Foram engajados em 16 de maio na frente na Bélgica, tendo os granadeiros da divisão combatido fanaticamente, sofrendo grandes baixas.
Já na primeira semana de funcionamento, o seu primeiro crime de guerra foi cometido. Em Le Paradis a "4 Kompanie, I Abteilung", comandada pelo SS-Obersturmführer Fritz Knöchlein, metralhou 99 oficiais britânicos e homens do Regimento Real de Norfolk, depois de se renderem; apenas 2 sobreviveram. Depois da guerra, Knöchlein foi julgado por um tribunal britânico e condenado por crimes de guerra em 1948. Foi sentenciado à morte e enforcado nesse mesmo ano.
SS-Totenkopf esteve em ação em numerosas vezes durante a campanha francesa. Ao nordeste de Cambrai, a divisão tomou 16 000 prisioneiros franceses. Depois, tentando dirigir-se para a costa, encontrou uma grande força anglo-francesa que lhe deu grande trabalho e dificuldade, quase levando a divisão ao pânico.
A SS-Totenkopf foi salva pela artilharia aérea da Luftwaffe, tendo sofrido pesadas baixas durante a tomada do Canal de La Bassee. Mais resistência foi encontrada em Bethume e La Paradis. Os franceses surpreenderam-nos perto da fronteira de Espanha, onde estavam a descansar, refazendo-se até Abril de 1941.
A SS-Totenkopf sofreram grandes baixas durante essa campanha, incluindo mais de 300 oficiais. Pessoal para reposição sempre era fornecido nessa época, regularmente via recrutamento na Waffen-SS. Batalhões de artilharia e flancos também aumentaram a sua força.
Essas forças alemães eram conhecidas como "Caveiras", sendo parte importante da divisão de elite alemã. Um braço da sua estrutura ajudou Giuseppe Magrini a formar a "Guarda de Elite de Rovigo" de total confiança de Benito Mussolini como a sua guarda nacional.